# Умеће живљења
Умеће живљења јесте књига немачког психолога и социолога Ериха Фрома, објављена 1989. године.

## Настанак
Између 1974. и 1976. године, док је радио на књизи Имати или бити? у свом дому у Локарну, Швајцарска, остарели Ерих Фром написао је далеко више рукописа и поглавља него што је заправо коришћено у књизи, која је објављена 1976. Нека од ових поглавља садржана су у свесци. Они се у потпуности баве „корацима ка бићу“ које појединац може предузети да би научио уметност постојања.
Како се може остварити љубав и разуман и смислен продуктиван рад? Фром нуди умеће живљења, начин живота заснован на аутентичној самосвести која долази само кроз искрену самоанализу. Он упозорава на замке постизања просветљења без напора, или веровања да се живот може живети без бола. Узнемирујући „духовни сморгасборд“ који нуди потрошачки оријентисан свет, сматра Фром, само храни људске илузије о „лакој свести“. Суочавајући се са психо-гуруима који проповедају пречице до просветљења, Фром нуди још један пут до самосвести и благостања, заснован на психоанализи и самосвести кроз медитацију. Ако се умеће живљења - уметност функционисања као целине - може сматрати врховним циљем живота, до пробоја долази када се крене од нарцисоидне себичности и егоизма - од поседовања - до психолошке и духовне среће - бића.

## Опис
У делу „Умеће живљења“, Ерих Фром прво показује лажне путеве ка самоосвешћивању, које је као врсни дидактичар јасно увидео и идентификовао још пре много година, да би потом назначио пут којим се може стећи самосвест и поделио кораке према бивању које је сам примењивао свакодневно, посвећујући много пажње самоанализи као једном средству психоанализе.